# Ігри Співдружності
Ігри Співдружності (англ. Commonwealth Games) — багатонаціональні багатовидові спортивні змагання, що проводяться кожні чотири роки серед спортсменів з країн Співдружності Націй. Зазвичай в кожних іграх бере участь близько 5000 спортсменів, за цим показником вони поступаються лише Олімпіаді. Проведенням ігор займається Федерація Ігор Співдружності (англ. Commonwealth Games Federation, CGF).
Вперше ігри були проведені у 1930 році під назвою Ігор Британської Імперії в Гамільтоні, Онтаріо, Канада. Назва ігор кілька разів змінювалася, поки в 1978 році не були проведені перші ігри під сучасною назвою. Лише 6 команд брали участь у всіх іграх з початку їх проведення, це Австралія, Канада, Англія, Шотландія, Нова Зеландія і Уельс. Зараз у Співдружності 54 члени, але в іграх бере участь 71 команда. Це відбувається через участь деяких залежних територій окремими командами.
Більшість видів спорту, з яких проводяться змагання, є традиційними олімпійськими видами спорту. Проте, разом з ними проводяться і змагання з типових саме для країн Співдружності видів спорту, зокрема боулінгу, регбі-7 і нетболу.
Востаннє Ігри пройшли 2022 року в Бірмінгемі (Англія), зокрема на стадіоні «Александер  Стедіум».